# Adriaan Koerbagh
Adriaan Koerbagh (Ámsterdam, 1633–Ámsterdam, 1669) fue un médico y escritor neerlandés, crítico de la religión y de la moral convencional. Perteneció al círculo de seguidores de Baruch Spinoza.

## Biografía
Adriaan Koerbagh y su hermano menor Johannes (1634-72) eran hijos de un fabricante de cerámica, el cual falleció joven y les dejó una herencia que les permitió proseguir sus estudios. Adriaan estudió en las universidades de Utrecht, Franeker y Leiden. Se doctoró en medicina en 1659 y obtuvo una maestría en jurisprudencia en 1661. Se convirtió en una de las figuras más radicales de la Ilustración, pues rechazó y atacó a la iglesia y al estado por considerar que no se podía confiar en dichas instituciones. También criticó la jerga de teólogos y juristas, pues las veía como instrumentos oscuros utilizados para cegar a la gente y mantener así su poder. Koerbagh puso la autoridad de la razón por encima de la de los dogmas, y por ello se le consideró un verdadero librepensador. Sin embargo, no se le pueden aplicar abiertamente categorías propias del siglo XX como anarquista o libertario.
Koerbagh expuso que, tanto la Biblia como los dogmas de la Santísima Trinidad o de la naturaleza divina de Cristo, eran obra de los hombres. Al igual que su contemporáneo Baruch Spinoza, identificaba a Dios con la naturaleza y sostenía que nada existía fuera de la naturaleza. De este modo, en su opinión, la ciencia natural —no la teología— representaba la auténtica teología del universo. Respecto a su postura sobre la secularización de la República de los Países Bajos y las limitaciones al poder eclesiástico, expuso que la religión es irracional y sólo mantiene sus privilegios gracias a la violencia y el engaño.
Escribió los tratados `t Nieuw Woorden-Boeck der Regten (Nuevo diccionario del Derecho, 1664) y Een Bloemhof van allerley lieflijkheyd sonder verdriet (Un jardín florido con todo tipo de delicias y sin penas, 1668), bajo el seudónimo Vreederijk Waarmond. En esta obra explicaba diversos términos técnicos y palabras extranjeras. Los artículos del diccionario relativos a asuntos religiosos y políticos molestaron a las autoridades eclesiásticas, las cuales obligaron a Koerbagh a refugiarse en Culemborg, una ciudad de otra provincia con autonomía jurídica para no ser extraditado, y luego en Leiden.
Adriaan Koerbagh se enfrentó abiertamente a la Iglesia reformada neerlandesa en su tercer trabajo, Een Ligt schynende in duystere plaatsen, om te verligten de voornaamste saaken der Godsgeleerdtheyd en Godsdienst (Una luz que brilla en lugares oscuros, para iluminar sobre asuntos de teología y religión). Viajó a Leiden, donde fue delatado por su impresor —que conocía el contenido de la obra— y arrestado por las autoridades. También fue detenido su hermano Johannes.
En 1668, fue procesado y declarado culpable de blasfemia. En los interrogatorios admitió conocer a Spinoza y a Franciscus van den Enden, aunque trató de exculparlos —así como a su propio hermano—, y se atribuyó él solo la autoría de «Un jardín florido». Fue condenado a diez años de prisión, a una multa de 4000 florines y al destierro por otros diez años. Se le internó en el Rasphuis de Ámsterdam, donde realizaría trabajos forzados. Falleció catorce meses después, en 1669, debido a la dureza de la vida en la cárcel. Sus libros fueron en su mayor parte destruidos por las autoridades de la República. Su hermano Johannes fue liberado por falta de pruebas, aunque jamás volvió a publicar nada y falleció tres años más tarde, en 1672.
La historia de Koerbagh muestra que la tolerancia existente en la República neerlandesa, grande en comparación con casi cualquier otro país en aquel tiempo, no era ilimitada.

## Obras
- 't Nieuw-woordenboek der Regten (1664)
- Een Bloemhof van allerley lieflijkheyd sonder verdriet (1668)
- Een ligt Schijnende in Duystere Plaatsen, om te verligten de voornaamste saaken der Godsgeleerdtheyd en Godsdienst (1668, reedición de 1974)